# 곽준 (삼국지)
곽준(霍峻, 180년 ~ 219년)은 중국 후한 말 유비 휘하의 무장으로 자는 중막(仲邈)이며 형주 남군 지강현(枝江縣) 사람이다. 서촉 공방전 때 유비가 남진하는 사이 거점인 가맹성(葭萌城)을 수비했으며 익주가 평정된 후로도 가맹현이 속한 자동군(재동군)을 담당하였다.

## 생애
형 곽독(霍篤)은 향리에서 부곡(部曲) 수백 명을 모았다. 형이 죽어 그 부곡들은 형주목 유표의 명령으로 곽준이 거느렸다. 208년(건안 13년), 유표 사망 후 유비에게 귀순하여 중랑장(中郞將)에 임명되었다. 211년, 유비가 익주목 유장을 속여 한녕태수 장로를 정벌한다는 명분으로 광한군 가맹현(葭萌縣)에 주둔하였다. 212년, 유비가 군을 돌려 유장을 습격하면서 서촉 공방전이 시작되었다. 가맹성은 곽준이 지키게 했다.
장로가 양앙을 보내와 공동으로 성을 지키자고 권하길래 ‘소인의 머리는 얻을 수 있어도 성은 얻을 수 없다’며 거부했다. 이후 유장의 장수 부금(扶禁), 상존(向存) 등이 만여 명을 통솔하여 낭수(閬水)를 타고 올라와 성을 포위하였다. 곽준은 1년을 버티면서 겨우 수백 명만이 남았는데 부금·상존군이 나태해진 틈을 노려 정예병을 뽑아 출격하니 대파하고 상존을 참살했다. 214년, 결국 유비가 익주를 정복하였다.
217년, 자동군(梓潼郡, 재동군)이 광한군에서 분리 신설되어 곽준이 자동태수 겸 비장군(裨將軍)에 올랐다. 219년, 관직에 있은지 3년 만에 40세의 나이로 세상을 떠났다. 장사는 촉군 성도현(成都縣)에서 치러졌다. 유비가 매우 슬퍼하며 제갈량에게 “곽준은 품행이 단정한 선비로서 나라에 공을 세웠으니 술을 부어주고 싶다.”란 조서를 내리고 친히 관료들을 이끌고 조상해 그 묘역에서 묵었다. 사람들이 영예로 여겼다.

## 삼국지연의
사서가 아닌 소설 《삼국지연의》에서는 제62회에 맹달의 소개를 받으며 첫 등장한다. 낙성 전투가 한창인데 유비군은 손권과 장로가 가맹관을 노린다는 첩보를 접한다. 방통이 맹달에게 가기를 권하자 맹달이 곽준과 함께라면 만무일실(萬無一失)이라 하여 맹달과 곽준이 가맹관으로 파견된다. 제65회에서야 장로 밑에 있던 마초·양백·마대가 쳐들어온다. 곽준과 맹달이 유비에게 원군을 요청한다. 제70회, 탕거 전투(와구관 전투)에서 패한 장합이 가맹관을 공격해온다. 맹달은 곽준의 만류를 뿌리치고 출전했다가 져서 돌아온다. 곽준이 성도로 급보한다. 원병으로 온 황충과 엄안을 성도에 있던 조운이 그랬던 것처럼 연로하다고 비웃는데 대승하는 걸 목격한다. 이후 등장하지 않는다.

## 가계
- 형 : 곽독(霍篤)
- 본인 : 곽준
  - 아들 : 곽익

## 같이 보기
- 삼국지 인물 목록

## 참고 문헌
- 《삼국지》41권 촉서 제11 곽왕상장양비전 곽준전
- 《삼국지》32권 촉서 제2 선주전